# Saumont-la-Poterie
Saumont-la-Poterie település Franciaországban, Seine-Maritime megyében. Lakosainak száma 413 fő (2022. január 1.). Saumont-la-Poterie La Bellière, Haussez, Hodeng-Hodenger, Ménerval, Mésangueville, Pommereux és Forges-les-Eaux községekkel határos.

## Népesség
A település népessége az elmúlt években az alábbi módon változott:
| Lakosok száma | 405  | 414  | 412  | 412  | 411  | 411  | 414  | 413  |
|               | 2013 | 2015 | 2017 | 2018 | 2019 | 2020 | 2021 | 2022 |